# وينفيلد مايرز
وينفيلد مايرز (بالإنجليزية: Winfield Myers)‏ هو صحفي أمريكي، ولد في 1960.